# Antonietta Pozzoni Anastasi
Antonietta Pozzoni Anastasi, oppure Antonietta Pozzoni (Venezia, 1847 – Genova, 8 aprile 1917), è stata un soprano italiano.

## Biografia
Antonietta Pozzoni Anastasi nacque a Venezia nel 1847 da Antonio e da Giovanna Schweitz.
Si avvicinò alla musica studiando canto, dapprima con il maestro Spinelli a San Pietroburgo, dove per qualche anno soggiornò assieme alla sua famiglia, e successivamente al Conservatorio Giuseppe Verdi di Milano, con i maestri Gaetano Nava e Bartolomeo Prati.
Si sposò nel 1865 con il tenore Salvatore Anastasi (1837–1906), con il quale fu partner vocale, sia in Italia che all'estero, soprattutto nel repertorio verdiano.
Dalla loro unione nacque il 26 febbraio 1874, a Milano, Guglielmo (morto a Genova il 16 luglio 1929), che per alcuni anni lavorò come tenore e successivamente si dedicò alla letteratura.
Antonietta Pozzoni Anastasi esordì all'età di diciott'anni ottenendo ben presto il successo.
Iniziò interpretando Margherita nel Faust di Charles Gounod, al Teatro alla Scala (11 gennaio 1865), e sempre nel 1865 cantò al Teatro Grande di Brescia, nel Dom Sébastien di Gaetano Donizetti.
Nell'anno seguente cantò al Teatro Bellini di Palermo in Un ballo in maschera di Giuseppe Verdi, dopo di che si trasferì al Teatro Argentina di Roma, per Maria di Rohan di Gaetano Donizetti, e per la prima assoluta di Guisemberga da Spoleto di Filippo Sangiorgi.
Incominciò la stagione 1867 al Teatro Apollo di Roma nelle opere verdiane I vespri siciliani e Macbeth; proseguì al Teatro Nuovo di Padova, con La duchessa di San Giuliano di Achille Graffigna e concluse l'annata al Teatro di San Carlo di Napoli, dove interpretò Desdemona nell'Otello di Gioachino Rossini e Rosina nel Barbiere di Siviglia.
Nel 1868 si distinse come Gilda nel Rigoletto e nel 1869 cantò a Torino e al San Carlo, ne La traviata.
Il suo successo riscosso ne La traviata indusse Verdi a proporla come protagonista nella prima assoluta di Aida al Cairo, il 24 dicembre 1871.
Grazie a questa sua partecipazione ottenne successo e fama mondiale, e difatti realizzò numerose tournée all'estero negli anni successivi, sia in Europa che in America, soprattutto con le opere verdiane.
Da quegli anni interpretò sempre più il ruolo dell'antagonista (mezzosoprano) e non più quello della protagonista,, a causa di problemi con la voce e di un cambio di registro, prediligendo soprattutto La favorita di Donizetti, eseguita in Italia e all'estero.
Diede il suo addio al palcoscenico cantando ne La Favorita al San Carlo, nel marzo 1887.
Antonietta Pozzoni Anastasi morì a Genova l'8 aprile 1917; è sepolta con tutta la famiglia nel cimitero monumentale di Staglieno.